# Grimpoteuthis bathynectes
Grimpoteuthis bathynectes là một loài bạch tuộc trong họ Opisthoteuthidae.